# 片想い (miwaの曲)
「片想い」（かたおもい）は、miwaの8枚目のシングル。2012年2月1日にSony Music Recordsから発売された。

## 概要
前作「FRiDAY-MA-MAGiC」から約4ヶ月半ぶりに発売された2012年第1弾シングルで、初回限定盤はカラートレイ仕様となっており、特典映像『"アコギッシモ"のたび』を収録したDVDが付属している。また、デビューして以来初のピアノで演奏した。
3曲目には2011年11月に行われたアコースティックライブツアー『miwa acoustic live tour "acoguissimo"』の音源を用いたメドレーを収録している。

## 収録曲
全作詞・作曲：miwa
1. 片想い（5:51）
  - 編曲：Naoki-T

シングルA面曲では「オトシモノ」以来となるバラードナンバー。
テレビ神奈川『saku saku』 2012年2月度エンディングテーマ
PVはmiwaからのオファーで岩井俊二が監督を務めた[3]。PVではギターではなくピアノを演奏している。
この曲で2度目の『ミュージックステーション』出演を果たした。
2. クレアデルネ（4:32）
  - 編曲：L.O.E

ニンテンドー3DS用ゲームソフト『リズム怪盗R 皇帝ナポレオンの遺産』主題歌[2]。題名はフランス語で「月の光」という意味。
3. acoustic live tour "acoguissimo" メドレー（12:25）
2011年11月22日の盛岡CLUB CHANGE WAVE公演の音源を収録している[4]。
曲順は「441」→「Wake Up, Break Out!」→「don't cry anymore」→「Chasing hearts」→「FRiDAY-MA-MAGiC」→「chAngE」→「めぐろ川」となっている。
4. 片想い〜instrumental〜（5:48）

### DVD (初回限定盤)
1. "アコギッシモ"のたび